# 暗闘
暗闘（だんまり）は、歌舞伎の演出の一つ。登場人物が暗闇（くらやみ）という設定の中で、互いに探り合いながら死闘を繰り広げたり、物語の鍵となる物品を奪い合ったりする立ち回りをすること。暗桃とも書く。
安永年間（1772–81年）に江戸の顔見世興行において始められたと伝わる。ただし初例については諸説あり定説はない。

## 解説
夜の山中の祠を舞台に、奇抜な扮装と化粧を施した怪人物たちが、山賊実は平将門、巡礼実は藤原純友などといった役で登場し、神楽などのゆっくりとした伴奏に乗せて、大きな動きで宝物を巡って無言で争う様式が普通である。最期は、後の黒幕がはらりと落ちて舞台が明るくなり、舞台の俳優は見得をして幕となる。（幕の後、主人公役が花道で六方で引っ込む形もある）。観客にわかりやすいよう、後の幕でだんまりに出た人物の人間関係が明らかになる場面が用意されており、これを「だんまりほどき」という。
当初は、筋に関係なく一年間の興行期間の最初の興行である顔見世で、劇場と契約した座頭級の役者を観客に紹介するための見せ場で、「お目見えだんまり」と呼ばれていた。当初は、座頭級の役者の紹介は、「連ね」という長い科白を言い合ったり、一対一で乱闘したりするなど、素朴なものであったのが、時代の変遷とともに手の込んだ異様な様の演出に変貌した。
化政期にはさらに演出が変化し、黒服で天狗の面をつけていた者がいきなり豪華な衣装の盗賊に代わるなど、演技の途中で役者の衣装を引きぬいて別の人物に変えるといった視覚的な変化を追究するようになった。また従前は時代物のみにあっただんまりが、四代目鶴屋南北によって世話物の演目にも取り入られるようになった。
今日では時代物ででるだんまりを「時代だんまり」といい、「鞍馬山のだんまり」「宮島のだんまり」「市原野のだんまり』などがこれにあたる。あらすじらしいものはなく、ただ十数人の役者が舞台上に登場してにからみ合う。
世話物では、物語の一部としてだんまりがでて、そこで手紙や宝刀などの小道具が登場人物の一人の手に入り、次の幕で新たな展開になるといった筋書きが多い。これを「世話だんまり」という。『東海道四谷怪談』の「隠亡掘の場」、『南総里見八犬伝』の「円塚山の場」、『花街模様薊色縫』（十六夜清心）の「百本杭の場」、『神明恵和合取組』（め組の喧嘩）の「八ツ山下の場」、『盲長屋梅加賀鳶』（加賀鳶）の「赤門前の場」などがこれにあたる。

## 派生語
黙秘をつらぬくことを「だんまりを決め込む」というが、その語源はこの歌舞伎の「だんまり」で、これが転じて「黙り」となったもの。

　